# Sphecodes banksii
Sphecodes banksii är en biart som beskrevs av Lovell 1909. Sphecodes banksii ingår i släktet blodbin, och familjen vägbin. Inga underarter finns listade i Catalogue of Life.